# Petr Koukal (hokeista)
Petr Koukal (ur. 16 sierpnia 1982 w Zdziar nad Sazawą) – czeski hokeista, reprezentant Czech, olimpijczyk.

## Kariera
- HC Pardubice U20 (1999-2002)
- HC Pardubice (2001-2012)
  -  HC Sumperk (2002)
  -  HC Hradec Králové (2002-2003)
  -  HC Pilzno 1929 (2005)
- Nieftiechimik Niżniekamsk (2012-2014)
- Jokerit (2014-2015)
- Awtomobilist Jekaterynburg (2015-2017)
- Mountfield Hradec Králové (2017-)

Wychowanek i wieloletni zawodnik HC Pardubice. Od maja 2012 zawodnik Nieftiechimika Niżniekamsk. Wraz z nim do klubu dołączył jego rodak Jan Kolář. W marcu 2013 roku przedłużył umowę z klubem o dwa lata. W maju 2014 odszedł z Nieftiechimika (wraz z nim opuścił klub jego rodak Tomáš Netík). Od czerwca zawodnik fińskiego klubu Jokerit. Od maja 2015 do końca lutego 2017 zawodnik Awtomobilistu Jekaterynburg. Od maja 2017 zawodnik Hradec Kralove.
Uczestniczył w turniejach mistrzostw świata w 2010, 2012, 2013, 2015, 2016 oraz zimowych igrzysk olimpijskich 2018.

## Sukcesy i osiągnięcia
Reprezentacyjne
- Złoty medal mistrzostw świata: 2010
- Brązowy medal mistrzostw świata: 2012

Klubowe
- Złoty medal mistrzostw Czech do lat 20: 2001, 2002 z HC Pardubice U20
- Złoty medal mistrzostwo Czech: 2005, 2010, 2012 z HC Pardubice
- Srebrny medal mistrzostw Czech: 2003, 2007 z HC Pardubice
- Brązowy medal mistrzostw Czech: 2011 z HC Pardubice

Indywidualne
- Ekstraliga czeska w hokeju na lodzie (2011/2012):
  - Najbardziej Wartościowy Zawodnik (MVP) fazy play-off
- KHL (2013/2014):
  - Rekord ligi KHL w najkrótszym czasie pomiędzy zdobyciem dwóch goli w meczu: 11 sekund (18 stycznia 2014)[8][9]